# Kolonien
Kolonien è una serie televisiva per ragazzi danese trasmessa da DR Ultra nel 2017.  

## Trama
Un gruppo di ragazzi sta per imbarcarsi per raggiungere un'isola non lontano dalla costa, sulla quale dovrà trascorrere il periodo di una colonia estiva. Il direttore della colonia, Stig, appassionato della natura, chiede ai ragazzi di consegnargli i telefoni cellulari, che non dovranno venire usati durante la vacanza, fra il disappunto di quasi tutti ma non di Albert, il più piccolo del gruppo e anch'egli fautore di una vita all'aria aperta senza aiuti tecnologici. Prima che il traghetto salpi alcuni dei ragazzi notano uno strano bagliore molto intenso materializzarsi sopra l'isola, ma non fanno in tempo a mostrarlo a Stig.
Già durante la breve traversata si notano alcune particolarità caratteriali dei ragazzi: l'entusiasta Albert viene invitato dalla conduttrice a manovrare l'imbarcazione; Victoria tenta invano un approccio amichevole con Milan e Carl, i più grandi del gruppo, e anche per ciò i più indisponenti.
Nella prima notte nel caseggiato della colonia il bagliore si manifesta di nuovo, e Stig è sparito. Si suppone sia andato alla festa popolare del paese, sulla terraferma, ma quando, la mattina dopo, non fa ritorno, si fa l'ipotesi che il traghetto abbia avuto un guasto. Nella piccola isola ci sono pochissimi abitanti: Sille, una ragazzina che vive con i due zii, gestori della locale locanda, e un negoziante addetto allo spaccio. Ben presto ci si accorge che gli unici abitanti adulti dell'isola sono spariti.
Nel gruppo di ragazzi Milan e Carl si arrogano il diritto di fungere da capi, piuttosto contenti del fatto di essere senza controllo adulto, mentre Victoria, Albert e Niklas diventano in un certo modo loro nemici, e sono costretti, in compagnia di Sille, a vivere all'addiaccio o in ricoveri di fortuna senza far ritorno alla colonia. Sille appare strana a tutti: porta sempre con sé le due parti di un piccolo teschio animale, che a volte emettono una lucentezza verdastra, e, altre volte, quando vengono unite, provocano nella ragazza uno svenimento.
Passano diversi giorni e i ragazzi sono esposti alle difficoltà quotidiane, senza possibilità di relazionarsi con l'esterno, dal procurarsi il cibo a gestire l'interruzione della corrente elettrica, che si manifesta in breve tempo, e sono sottoposti ad avventure, inseguimenti e ripicche fra i due gruppi rivali, e tentativi di riappacificazione.
Sille confida a Victoria la propria storia: la sua famiglia d'origine aveva abitato l'isola da qualche centinaio d'anni, e le donne del casato avevano un tempo la nomea di streghe. È da sua madre, che è mancata quando Sille era piccola, che la ragazza ha avuto in dono il teschio.
Giunti all'esasperazione i ragazzi scoprono finalmente un gommone, con il quale Milan e Carl raggiungono la terraferma, mentre Sille, Albert e Victoria li seguono a poca distanza con un'altra barca, e il resto dei ragazzi attende sull'isola. Sille è riuscita a convincere gli amici, all'inizio scettici, di essere lei la responsabile della sparizione degli adulti dall'isola: la sera dell'arrivo del gruppo di ragazzi aveva avuto una discussione con gli zii e, mentre univa le due metà del teschio, aveva desiderato che sparissero. L'incantesimo aveva molto probabilmente avuto effetto per tutti gli adulti dell'isola: bisognava ora, per rimediare, ricongiungere le due parti del teschio, una delle quali però era adesso detenuta da Milan.
Sbarcati sull'altra riva si notano compagnie di ragazzi allo sbando che vagavano in cerca di cibo: anche lì gli adulti erano evidentemente spariti. Le due parti del teschio vengono recuperate ed unite da Sille, che, concentrandosi su pensieri positivi, fa apparire di nuovo l'intenso bagliore sopra l'isola che i ragazzi stanno raggiungendo sul traghetto pilotato da Albert, segno che l'incantesimo è finalmente rotto. 